# Азербайджано-итальянские отношения
Азербайджано-итальянские отношения — двусторонние дипломатические отношения между Азербайджаном и Италией.

## История

### В период АДР
В период независимой Азербайджанской Демократической Республики между Италией и Азербайджаном были установлены дипломатические отношения. В Баку в тот период осуществляло деятельность дипломатическое представительство Италии.

### В период Азербайджанской ССР
В 1972 году город Италии, Неаполь, и столица Азербайджана, Баку, были объявлены городами-побратимами. С того времени культурные связи между Италией и Азербайджаном стали более интенсивными.

## Дипломатические отношения
1 января 1992 года Италия признала независимость Азербайджана. 8 мая 1992 года установлены дипломатические связи между двумя государствами.
25 — 28 сентября 1997 года состоялся первый официальный визит в Италию Президента Азербайджана Гейдара Алиева. В ходе визита в было подписано семь соглашений по политическому, экономическому, культурному и техническому сотрудничеству между двумя государствами, в том числе совместное заявление о принципах отношений, совместное заявление об экономическом сотрудничестве, совместное заявление по поводу соглашения о культурном, научном и технологическом сотрудничестве, соглашение о техническом сотрудничестве между двумя государствами на 1997—1998 гг., договор о сотрудничестве в области туризма, соглашение об услугах воздушного сообщения, договор о сохранении и поощрении инвестиций. Был подписан документ об основных коммерческих принципах и положениях соглашения между Государственной нефтяной компанией Азербайджана и компанией «Eni-Acip» Италии о разведке, разработке месторождения «Кюрдашы» и долевом распределении добычи.
После визита Гейдара Алиева визиты в Азербайджан представителей итальянского правительства с целью ещё большего развития сотрудничества приобрели последовательный характер. В 1998—2003 гг. Азербайджан посетили представители различных государственных органов страны вплоть до высокопоставленных лиц Министерства иностранных дел Италии. В результате проведенных между сторонами переговоров и обсуждений с целью партнерства по многим областям были заключены очередные договоры.
В 1997 году было открыто посольство Италии в Азербайджане. В апреле 1999 года открылось новое здание посольства Италии в Баку.
В 2003 году было открыто посольство Азербайджана в Италии. 16 ноября 2023 года в Баку открыт Визовый центр Италии. Центр выдаёт визы в Италию и на Мальту.
В 2001—2002 годы между Министерством труда и социальной защиты Италии и Азербайджана были достигнуты соглашения относительно расширения сотрудничества.
24 — 26 февраля 2005 года официальный визит Президента Азербайджана Ильхама Алиева в Италию дал стимул для ещё большего расширения азербайджано-итальянского партнерства. Во время визита президента Азербайджана были подписаны новые соглашения между Италией и Азербайджаном в связи с сотрудничеством в области таможни, телекоммуникаций, спорта, культуры, муниципалитета и юстиции.
В марте 1992 года первым председателем Минской группы ОБСЕ, созданной для урегулирования карабахского конфликта мирным путём, была Италия. В июне 2005 года, находясь с визитом в Азербайджане, руководитель Комитета по внешним и миграционным вопросам сената Италии заявил о том, что Италия защитит позицию Азербайджана в карабахском конфликте в Парламентской Ассамблее Совета Европы.
18 — 19 июля 2018 года президент Италии Серджо Маттарелла посетил с официальным визитом Азербайджан. Это был первый в истории визит президента Италии в Азербайджан.
В феврале 2020 года расширенный состав официальных лиц Азербайджана во главе с президентом и первым вице-президентом осуществил визит в Италию. 21 февраля в Риме состоялся азербайджано-итальянский бизнес-форум.
В сентябре 2022 года президент Азербайджана Ильхам Алиев совершил государственный визит в Италию. В ходе визита И. Алиев встретился с президентом Италии Серджо Маттарелла, премьер-министром Италии Марио Драги. Было открыто новое здание посольства Азербайджана в Италии. Подписаны документы о создании Итальянско-азербайджанского университета.

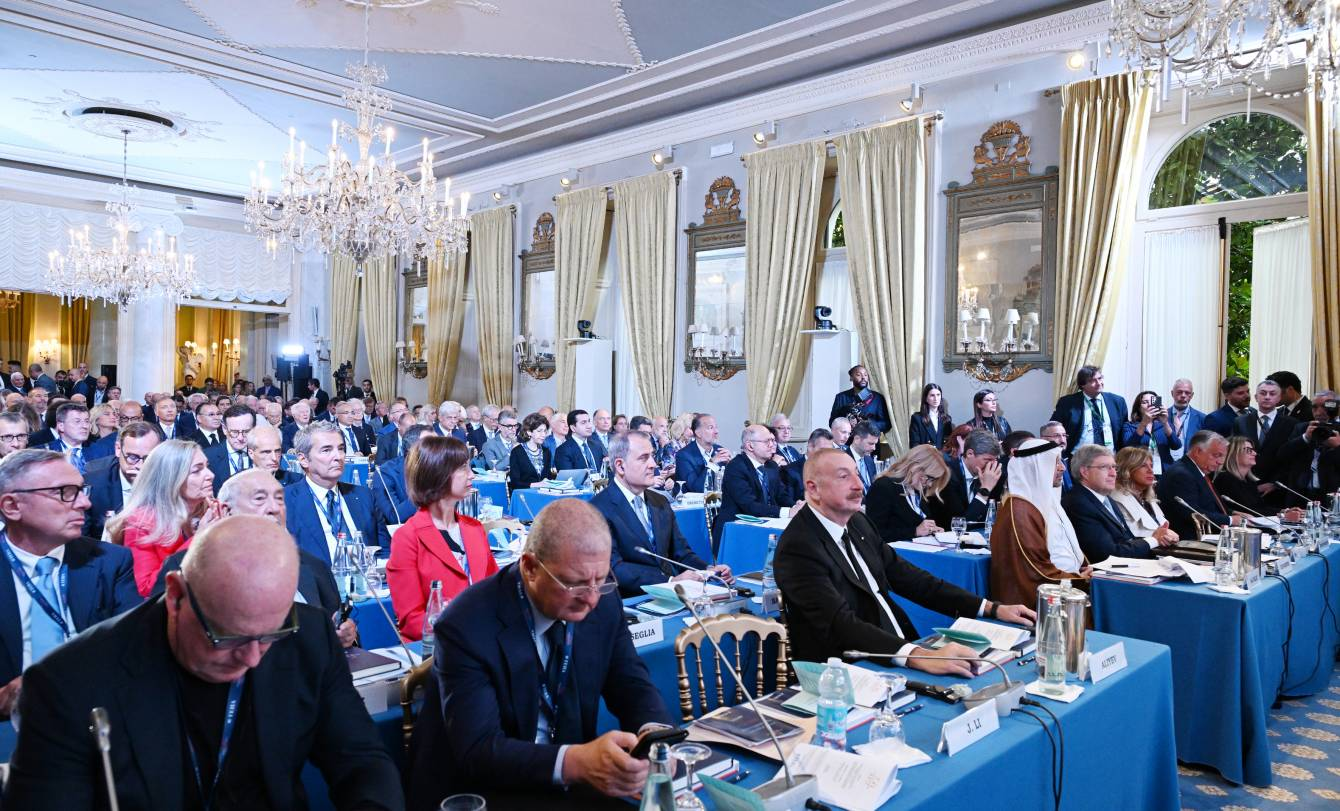
Международный форум Черноббьо 2024

2 сентября 2022 года И. Алиев принял участие в международном форуме в Черноббьо на темы «Взгляд на мир, Европу и Италию» и «Сценарии настоящего и будущего для конкурентных стратегий».
13 февраля 2023 года министр по делам предприятий и продукции «Made in Italy» Италии Адольфо Урсо с делегацией посетил Азербайджан.
6 сентября 2024 года президент Азербайджана И. Алиев вновь принял участие в международном форуме Черноббьо.
24 июня 2025 министр по делам предприятий и продукции «Made in Italy» Италии Адольфо Урсо принял участие в открытии в Мингечевире электростанции «8 ноября», построенной при участии итальянской компании Ansaldo Energia.

## Военное сотрудничество
Во время официального визита Президента Азербайджана с расширенным составом в Италию в феврале 2020 года между двумя странами был подписан документ о приобретении интеграционной системы самолётов «М-346».

## Экономические отношения
В течение 2010-х и 2020-х годов Италия является самым крупным импортёром нефти и газа Азербайджана, и, соответственно, самым крупным импортёром экспортной продукции Азербайджана.
Компания Iveco осуществляет в Азербайджане строительство завода по производству грузовых машин.
С участием итальянской компании Maire Tecnimont построен и 18 июля 2018 года введён в эксплуатацию полипропиленовый завод SOCAR Polymer.
В феврале 2023 года компаниями Ansaldo Energia и Азерэнержи начато совместное строительство в Мингечевире на территории Азербайджанской ТЭС тепловой электростанции «8 ноября» мощностью 1280 МВт. «Ansaldo Energia» поставила для электростанции газовые турбины и генераторы. 24 июня 2025 года электростанция введена в эксплуатацию.
В мае 2012 года в Риме при участии посольства Азербайджана в Италии создана Итальяно-Азербайджанская торговая палата. Действует представительство палаты в Баку.
Действует Итальянское торговое агентство в Азербайджане.
В 2023 году Италия вложила 865 тысяч долларов прямых иностранных инвестиций в экономику Азербайджана. В 2024 году эта сумма составила 6 млн 803 тыс долл. США.
В 2023 году Азербайджан вложил в экономику Италии 33 млн 445 тыс долл. США в виде прямых иностранных инвестиций. В 2024 году эта сумма составила 72 млн 379 тыс долл. США.

### В области нефти
Будучи владельцем 5 % доли в Контракте века, итальянская компания «Eni-Agip» начиная с 1994 года участвовала в различных проектах в области нефти, в том числе в строительстве нефтепровода Баку-Тбилиси-Джейхан, официальная церемония открытия которого состоялась в июле 2006 года. Ряд других компаний Италии также участвовали в строительстве нефтепровода на основе контракта. Кроме того, «Eni-Agip» также активно работает в проекте Шах-Дениз и на нефтяном месторождении Кюр-Дашы.
В 2005 году из Азербайджана в Италию экспортировано 50 % нефти.

### В области газа
Азербайджан по Трансадриатическому газопроводу поставляет газ в Италию. В 2023 году было поставлено 10 млрд м3 газа.

### В области сельского хозяйства
4 ноября 2022 года совместно с итальянской компанией «Pieralisi» в Азербайджане открыт завод по переработке оливкового масла и столовых оливок.
Азербайджан также планирует сотрудничество с итальянской компанией «Vivai Cooperativi Rauscedo» в области виноградарства. Руководство итальянской компании «Vivai Cooperativi Rauscedo» в целях обмена опытом пригласило сотрудников Министерства сельского хозяйства Азербайджана в Италию.

### Объём товарооборота
| Год  | Экспорт Азербайджана | Импорт Азербайджана | Сумма товарооборота |
| ---- | -------------------- | ------------------- | ------------------- |
| 2019 |                      | 369 900             |                     |
| 2020 | 4 172 239            | 396 214             | 4 568 455           |
| 2021 | 9 243 521            | 419 657             | 9 663 178           |
| 2022 | 17 782 508,08        | 340 432,64          | 18 122 940,72       |
| 2023 | 15 208 067,60        | 477 903,97          | 15 685 971,57       |
| 2024 | 10 875 130,22        | 515 802,37          | 11 390 932,59       |

Структура экспорта Азербайджана: нефть, газ, продовольственная продукция.
Структура экспорта Италии: сельскохозяйственная техника, золото и ювелирные изделия.
В 2025 году Азербайджан экспортировал в Италию метанол.

## В области образования
1 сентября 2022 года подписано соглашение об академическом сотрудничестве между Азербайджанской дипломатической академией и Университетом Луис Гвидо Карли, Римским университетом Сапиенца, Туринским политехническим университетом, Болонским университетом и Миланским политехническим университетом. Данным соглашением создан Итальянско-азербайджанский университет. Университет будет расположен в отдельном кампусе Азербайджанской дипломатической академии.
При Итальянско-азербайджанском университете также будет функционировать Институт сельского хозяйства и наук о питании и Институт дизайна и архитектуры.
Учебная программа университета предполагает охват стратегических секторов экономики, в том числе сельское хозяйство, пищевая промышленность, инженерия, в том числе в сфере электроэнергетики и электроники, транспортная и инфраструктурная инженерия, архитектура, градостроительство и ландшафтная архитектура, дизайн, социальные науки, управление бизнесом, итальяноведение.
27 ноября 2023 года Азербайджанской дипломатической академии совместно с Миланским политехническим университетом в Шеки открыт факультет дизайна и архитектуры. Факультет открыт в историческом особняке Зульфугаровых. На факультете будут реализованы программы бакалавриата, магистратуры и сертификационные программы в области архитектуры, градостроительства, включая дизайн интерьера, коммуникационный дизайн, товарный дизайн, ландшафтный дизайн.

## В области культуры
В Риме действует Центр азербайджанской культуры.
Азербайджанские оперные певцы, такие как Юсиф Эйвазов, Азер Заде, Афаг Аббасова, проходят стажировки и выступают на оперных сценах Италии.
На итальянском языке изданы книги о культуре, искусстве, истории Азербайджана.
12 мая 2023 года в Баку с участием посольства Италии в Азербайджане прошло мероприятие, посвящённое итальянской культуре и бренду «Made in Italy».
С 2009 года в Азербайджанском университете языков действует итальянский центр. Центр создан при участии посольства Италии. Книжный фонд центра насчитывает 800 экземпляров. Присутствуют аудио-, видеоматериалы, газеты и журналы на итальянском.
В Азербайджане ежегодно проводятся День итальянского дизайна и Неделя итальянской кухни.
С 5 по 9 марта 2024 года в Милане прошла выставка цифрового искусства «Шуша. Танец символов».
С 2007 года Азербайджан участвует в Венецианской биеннале.